# اگر دوست داشتن تو اشتباه است، می‌خواهم در این اشتباه بمانم
اگر دوست داشتن تو اشتباه است، می‌خواهم در این اشتباه بمانم (انگلیسی: (If Loving You Is Wrong) I Don't Want to Be Right) ترانه‌ای است که توسط هومر بنکس، کارل همپتون و ریموند جکسون نوشته شد و از آن پس توسط هنرمندان و خوانندگان مختلفی اجرا شده است، از جمله لوتر اینگرام که اجرایش به مدت ۴ هفته در صدر جدول موسیقی ریتم اند بلوز ماند و در سال ۱۹۷۲ میلادی به رتبه ۳ بیلبورد هات ۱۰۰ رسید. مجلهٔ بیلبورد این ترانه را در رتبه ۱۶ بهترین ترانه‌های سال ۱۹۷۲ قرار داد.
در سال ۱۹۷۴ میلی جکسون اجرای خودش از این ترانه را منتشر کرد که نامزد دریافت ۲ جایزهٔ گرمی شد. در سال ۱۹۷۸ ، اجرای باربارا ماندرل به رتبه نخست ترانه‌های داغ کانتری و رتبهٔ ۳۱ بیلبورد هات ۱۰۰ رسید. راد استیوارت هم نسخهٔ خودش را در سال ۱۹۷۷ در آلبوم از هفت دولت آزاد منتشر کرد که به رتبهٔ ۲۳ جدول تک‌آهنگ‌های بریتانیا در سال ۱۹۸۰ دست یافت.